# Wigner Jenő-díj
A Wigner Jenő-díjat a Magyar Tudományos Akadémia és a Paksi Atomerőmű Részvénytársaság hozta létre 1999. június 22-én.
A kitüntetést olyan szakemberek, kutatók kaphatják, akik a magyar nukleáris energetika és fizika terén tevékenységükkel maradandót alkottak. A díjat hagyományosan a Magyar Tudomány Napján (november 3-án) az MTA központi ünnepségén adják át.
A kitüntetés névadója Wigner Jenő Nobel-díjas magyar atomfizikus.

## Díjazottak

### 2024
- Házi Gábor
- Czifrus Szabolcs

### 2023
- Elter József

### 2022
- Lévai Géza

### 2021
- Gillemot Ferenc

### 2020
- Biró Tamás Sándor

### 2019
- Hamvas István

### 2018
- Hózer Zoltán
- Mikó Sándor

### 2017
- Tóth Iván

### 2016
- Jánosy János Sebestyén
- Wojnárovits László

### 2015
- Rónaky József
- Török Szabina

### 2014
- Zoletnik Sándor

### 2013
- Koblinger László

### 2012
- Bencze Gyula[1]

### 2011
- Raics Péter
- Sükösd Csaba

### 2010
- Keresztúri András laboratóriumvezető
- Lovas István fizikus, akadémikus

### 2009
- Aszódi Attila

### 2008
- Holló Előd
- Köteles György[2]

### 2007
- Cseh József
- Szabó Benjamin

### 2006
- Veres Árpád fizikus

### 2005
- Csikai Gyula[2]
- Maróti László

### 2004
- Csom Gyula[2]

### 2003
- Pónya József

### 2002
- Fehér István[2]
- Gadó János[2]

### 2001
- Pál Lénárd[2]
- Schiller Róbert[2]

### 2000
- Gyimesi Zoltán

### 1999
- Mezei Ferenc

### 1998
- Pócsik György
- Szatmáry Zoltán